# Бернік-Лейк
Бернік-Лейк (англ. Bernic Lake) — озеро та однойменне унікальне за складом родовище рідкіснометалевих пегматитів, південно-східна Манітоба, Канада. Родовище вміщує руди танталу, цезію та літію, відкрите на початку XX століття.

## Родовище Бернік-Лейк

### Характеристика
Представлене серією пегматитових тіл, які залягають в амфіболітизованих діабазах і андезитах пізнього архею. Головне тіло еліпсоїдальної форми полого занурюється на північ під рівень озера Бернік. Пегматити плагіоклаз-мікроклінові з комплексом танталових, цезієвих, літієвих і берилієвих мінералів.
Асоціація танталових мінералів включає олов'яний танталіт (водженіт), тапіоліт, мікроліт і псевдо-іксіоліт; мінерали літію представлені сподуменом, лепідолітом, амблігонітом і петалітом; цезій концентрується в полуциті; також зустрічаються берил, каситерит, колумбіт, молібденіт та ін.
Запаси: танталових руд 0,9-1,3 млн т при вмісті Ta2O5 0,15-0,22%; літієвих — 5,1 млн т (переважно в сподумені та незначна кількість — в лепідоліті); берилієвих — 0,9-1,0 млн т при вмісті ВеО 0,22%. Загальні запаси полуциту 450 тис. т.
У родовищі Бернік-Лейк зосереджено 70 % світових запасів цезію.

### Технологія розробки
Родовище розробляється підземним способом (глибина до 200 м); включає танталовий гірничо-збагачувальний комбінат і збагачувальну фабрику для переробки сподуменових руд. Передбачена переробка руд з дрібнокристалічним танталітом, а також отримання літієвих, цезієвих і берилієвих концентратів. Вилучення танталу з руд 80 %. Танталовий концентрат містить 50-52 % Та; 3,5 % Nb2O5 і 9 % SnO2.